# The Barents Observer
 (mai 2024).
 (mai 2024).
The Barents Observer (officiellement The Independent Barents Observer) est un journal en ligne norvégien qui publie des informations et des contenus sur la région de Barents, en anglais, russe et chinois.
Les thèmes couvrent largement les problèmes environnementaux, maritimes, énergétiques et sociétaux de la Norvège du Nord et de la région arctique russe proche de la Mer de Barents.
Le journal est basé à Kirkenes et appartient à ses journalistes. Il reçoit un soutien financier du Fonds européen pour la démocratie, du Conseil nordique des ministres, du gouvernement norvégien, de la fondation Fritt Ord, d'entreprises privées et de particuliers.

## Historique
The Barents Observer est fondé par Atle Staalesen en 2002. Il est placé sous l'égide du Secrétariat norvégien du Barents de 2005 à 2015. À la suite de pressions concernant leur liberté éditoriale en 2015, les personnels du journal  quittent The Barents Observer et lancent le journal  The Independent  Barents Observer.
Le journal en ligne lance sa version chinoise en 2019, après avoir été publié en anglais et en russe.
En mars 2019, The Barents Observer est bloqué pour les lecteurs en Russie après avoir publié un article, faisant écho à une publication suédoise, relative à un activiste homosexuel autochtone sami du nord de la Suède décrivant ses pensées suicidaires. Roskomnadzor, l'autorité fédérale russe des communications, demande au Barents Observer de retirer l'article de son site. Après le refus de l'éditeur Thomas Nilsen, un membre de la Douma d'État russe demande le blocage du journal, déclarant que l'article exprimait la « dégénérescence et décomposition ». Après le blocage en Russie le journal tente activement de contourner le blocus et reste accessible aux  lecteurs  utilisant des réseaux privés virtuels.
 En 2022/23 le journal convie des journalistes russes exilés à se joindre à la publication.